# Barbara Połomska
Barbara Połomska (9 de enero de 1934 – 28 de julio de 2021) fue una actriz polaca, reconocida por aparecer en películas y series de televisión en su país desde 1955. Figuró en importantes producciones cinematográficas polacas como Cień de Jerzy Kawalerowicz (1956), Eroica de Andrzej Munk (1958) y Mala suerte (1960), donde también fue dirigida por Munk.
Falleció el 28 de julio de 2021 a los ochenta y siete años.

## Filmografía destacada

### Cine
| Año  | Título                     | Papel |
| ---- | -------------------------- | ----- |
| 1956 | Cień                       |       |
| 1958 | Eroica                     | Zosia |
| 1958 | The Eighth Day of the Week | Ela   |
| 1958 | Hvězda jede na jih         |       |
| 1960 | Mala suerte                |       |